# Goyllarisquizga (distrito)
Goyllarisquizga é um distrito do Peru, departamento de Pasco, localizada na província de Daniel Alcides Carrión.

## Transporte
O distrito de Goyllarisquizga é servido pela seguinte rodovia
- PA-103, que liga o distrito de  Chaupimarca à cidade de Yanahuanca[2][3][4]